# 마호섭
마호섭(麻鎬燮, 1955년 ~ )은 대한민국의 대학 교수이다. 경상국립대학교 농업생명과학대학 환경산림과학부 산림환경자원학전공 교수이며, 한국산림공학회 회장이다.

## 생애
경상국립대학교 농업생명과학대학 환경산림과학부 산림환경자원학전공 교수로서 경상국립대학교 훼손지 산림생태복원 연구사업단 단장이며, 생태복원사업단은 2012년 6월 산림청의 산림과학 기초연구 지원사업에 선정됐다.
2012년 산림분야 학술연구부문에서 '도시지역 경관 증진을 위한 맞춤형 생태옹벽 기술 개발'로 농림수산식품부가 주관하는 제15회 농림수산식품 과학기술대상을 수상했다. 마호섭 교수는 산지 훼손지를 대상으로 환경친화적인 복구 및 녹화기술의 개발을 위해 끊임없이 노력, 옹벽을 녹화목표에 따라 맞춤형으로 하는 계기를 마련했다. 마호섭 교수가 개발한 옹벽의 맞춤형 녹화기술은 도시 경관과 미관을 증진시키고 도시의 열섬효과와 이산화탄소 저감에 큰 공헌을 한 것으로 평가받고 있다.